# 侯小强
侯小强，“毒药”创始人。曾任盛大文学CEO。

## 人物经历
2001年8月，加盟新浪。
2008年7月4日，离职新浪加入盛大文学，任盛大文学董事、CEO。
2013年12月12日，盛大文学发布公告，侯小强由于身体原因，提出辞职申请。
2014年1月24日，侯小强在自己的微博爆料自己已皈依少林寺方丈释永信，法名延舍。
2015年5月，创立“毒药”APP。